# Himmelskibet
Himmelskibet (Deens voor 'het luchtschip') is een amusementsrit in het Deense attractiepark Tivoli in Kopenhagen. Het is een zogeheten starflyer, een combinatie van een draaimolen en een uitkijktoren. Met zijn 80 meter is het een van 's werelds hoogste zweefmolens en biedt het een prachtig uitzicht op het historische centrum van de stad. Het werd vervaardigd door Funtime en geopend in mei 2006.
De rit heeft een thema gebaseerd op het universum van Tycho Brahe met planeten, kwadranten, zodiakale armillers, verrekijkers en astronomische symbolen. 's Avonds licht Himmelskibet op en vormt het een visuele attractie in interactie met de rest van de tuinverlichting.
De maximale verticale snelheid ligt op 3 meter per seconde, de rotatie bereikt een maximale snelheid van 70 km per uur.
Per rit kunnen er 2 keer 12 mensen plaatsnemen, per uur circa 960.

## Galerij

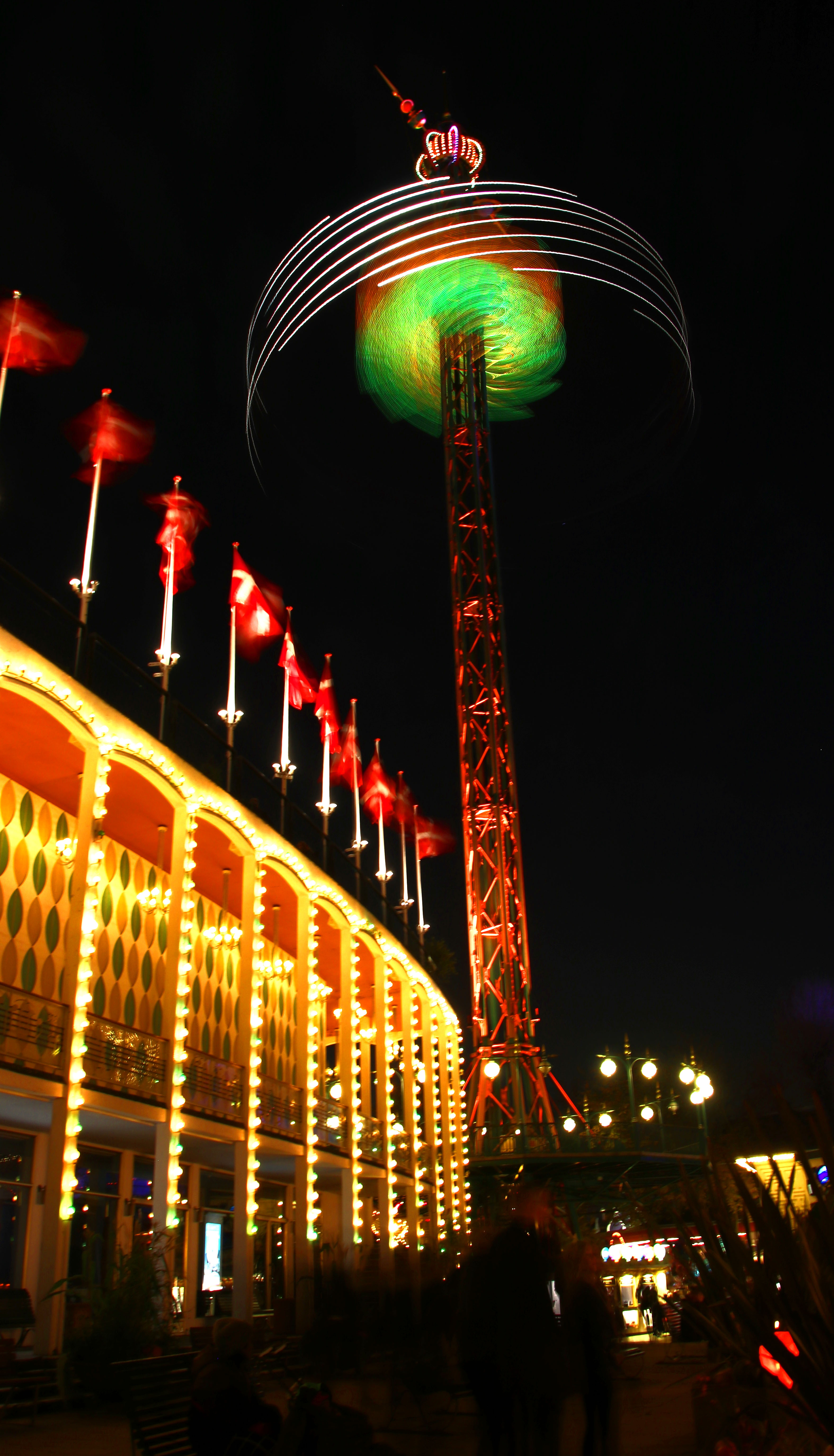
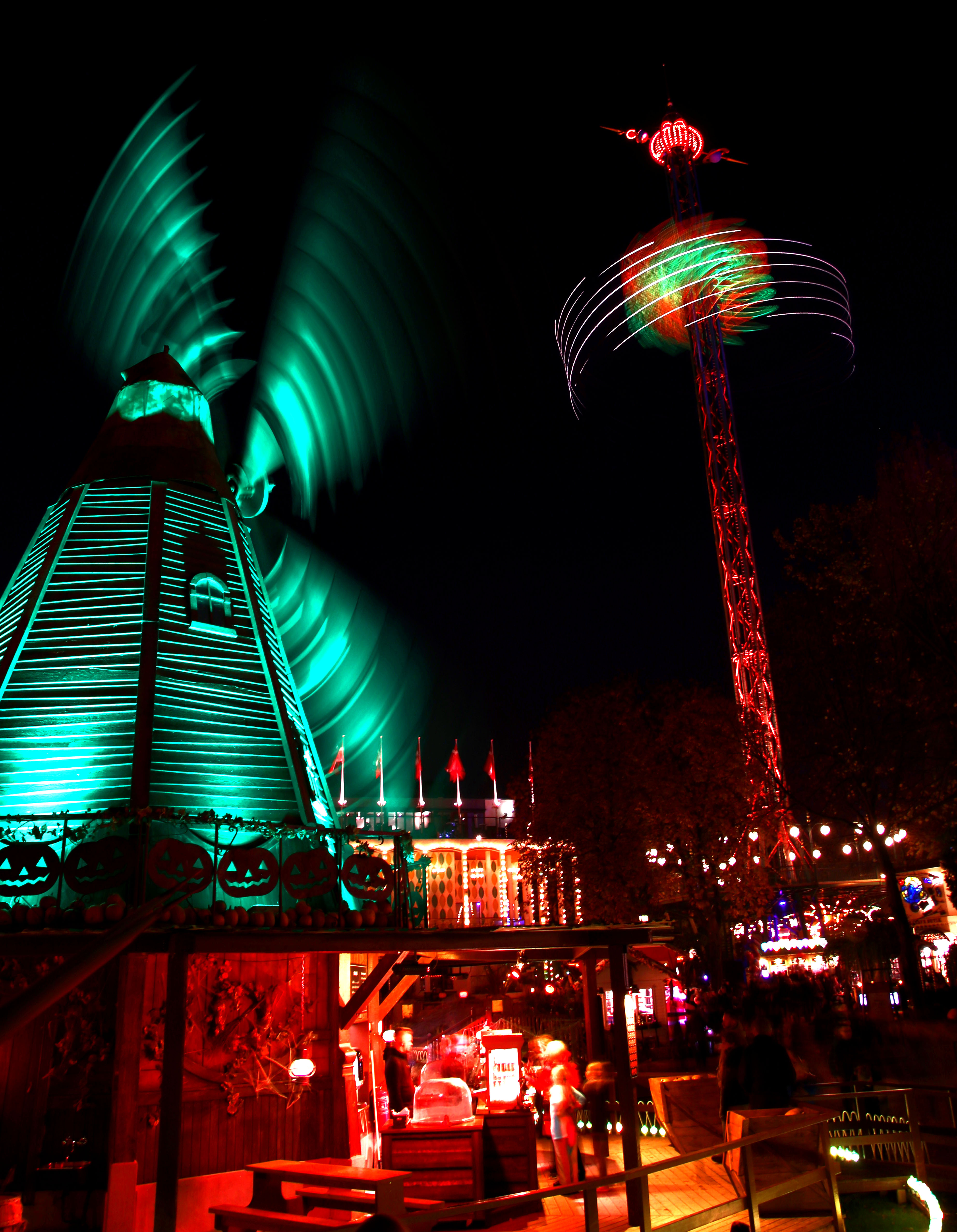
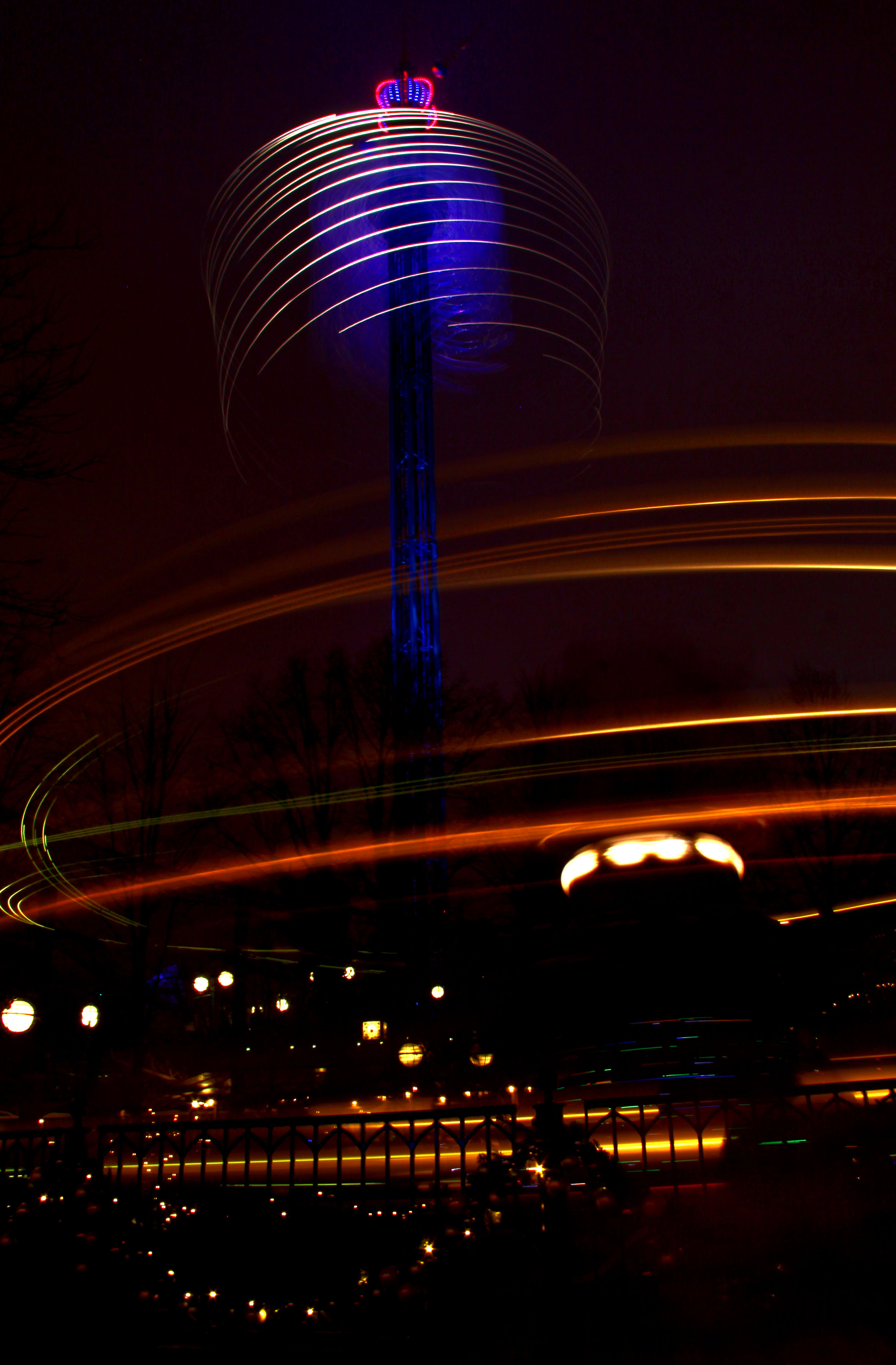
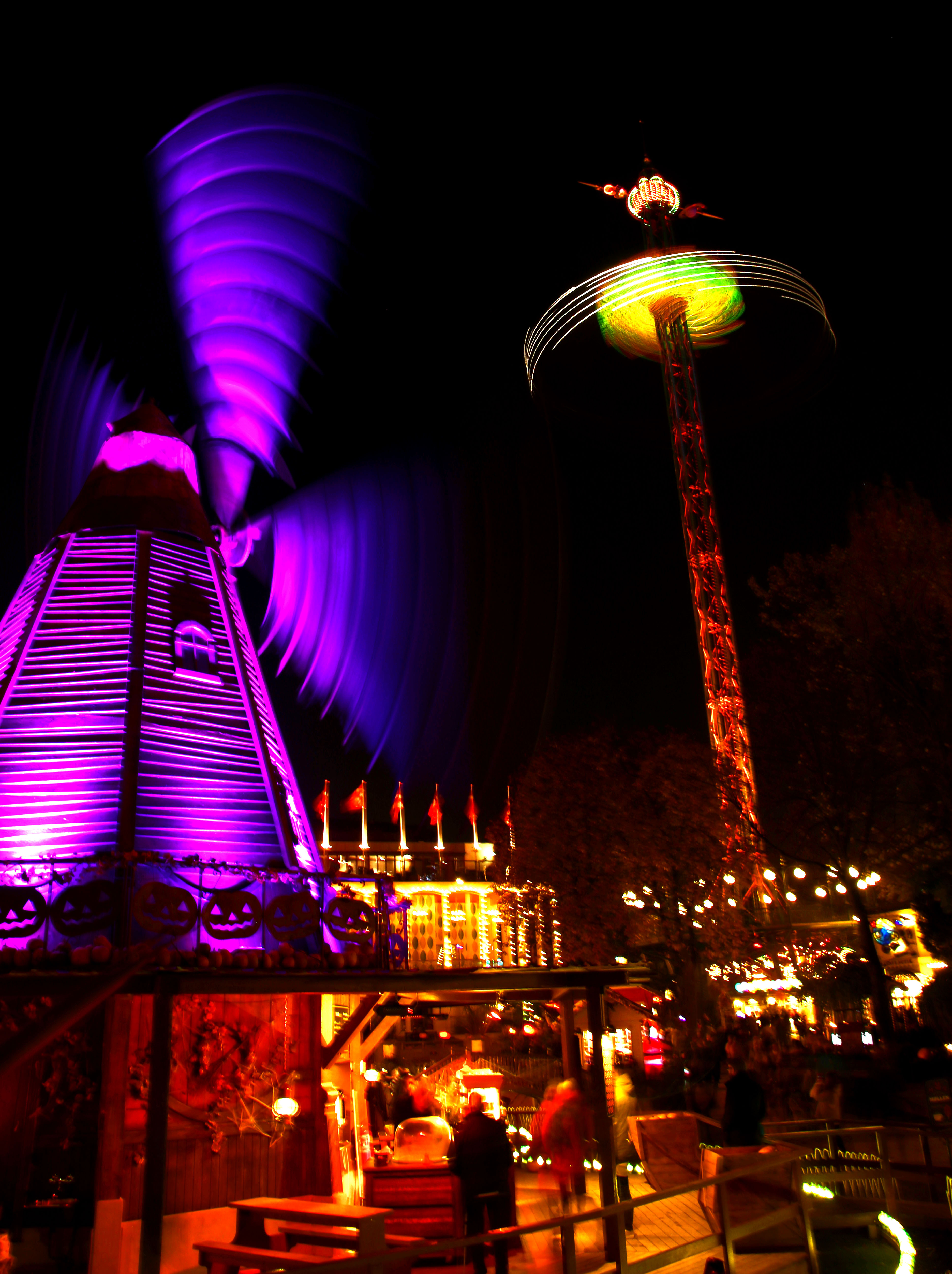
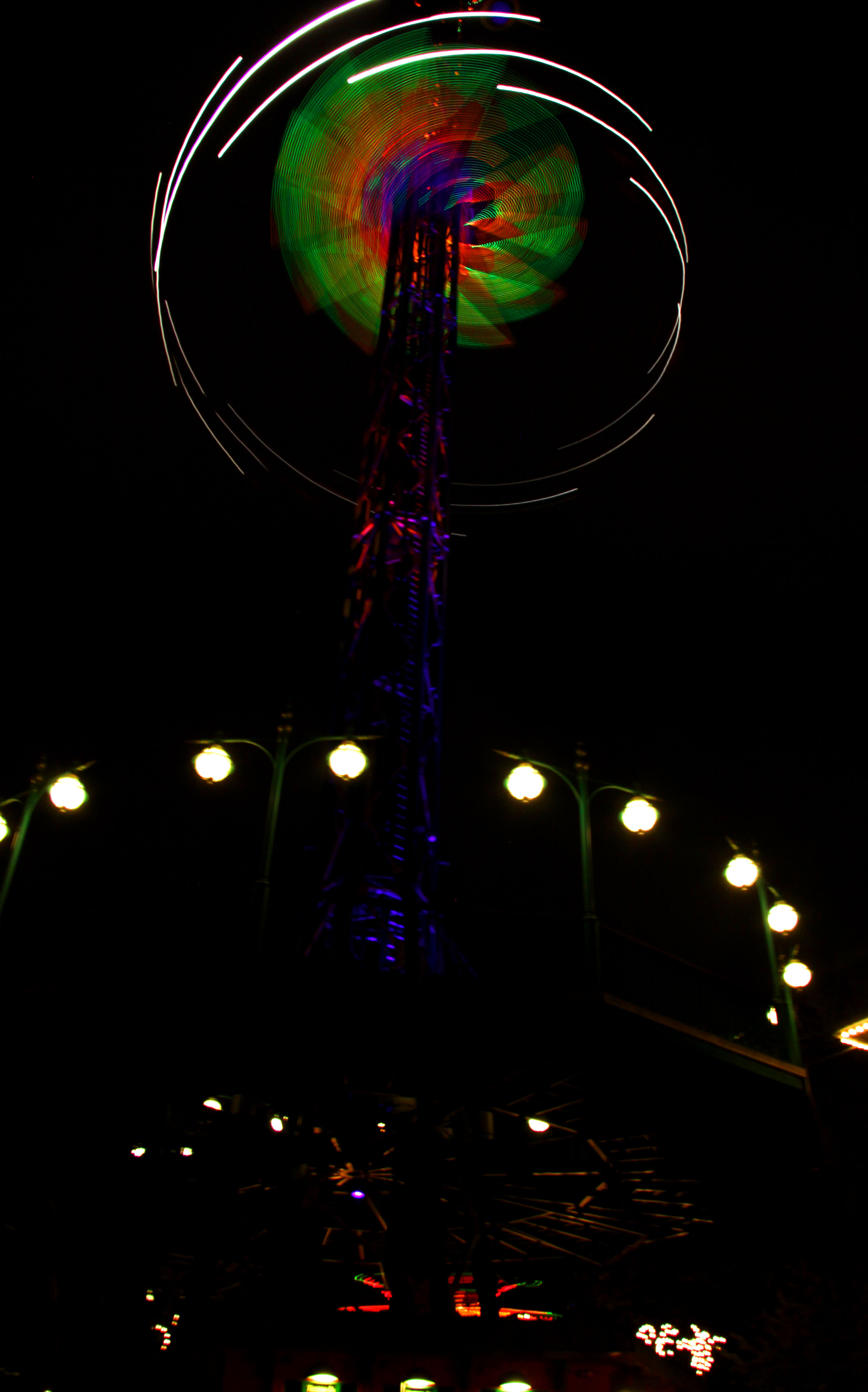